# Verpa bohemica
Verpa bohemica é uma espécie de fungos sapróbicos da família Morchellaceae. Pode ser reconhecida no campo pelo seu chapéu enrugado em forma de dedal de cor amarela ou castanha pálida ligado ao topo do estipe ligeiramente colorido; a sua caraterística distintiva são os seus esporos relativamente grandes, tipicamente medindo 60–80 por 15–18 µm. Apesar de amplamente consumido, o seu consumo não é geralmente aconselhado devido a relatos de intoxicação em indivíduos suscetíveis. O sinónimo Ptychoverpa bohemica é frequentemente usado pelos micólogos europeus.

## Taxonomia
A espécie foi descrita pela primeira vez na literatura científica pelo médico e micologista checo Julius Vincenz von Krombholz em 1828, sob o nome Morchella bohemica. O naturalista alemão Joseph Schröter transferiu-a para o género Verpa em 1893. Ptychoverpa bohemica é um sinónimo que foi publicado pelo francês Jean Louis Émile Boudier no seu tratado de 1907 sobre os Discomicetos da Europa; o nome ainda é utilizado ocasionalmente, especialmente em publicações europeias. Boudier acreditava que os grandes e curvos ascósporos e as raras e curtas paráfises eram suficientemente distintivos para garantir a criação de um novo género contendo esta única espécie. Ptychoverpa foi também classificada como uma secção de Verpa. A secção é caracterizada pela presença de espessas cristas longitudinais no pistilo que podem ser simples ou bifurcadas. Embora descoberta pela primeira vez na Europa, a espécie foi descoberta no Canadá por Alfred Brooker Klugh pouco antes de 1910. e foi denominada por outro sinónimo, Morchella bispora.

### Etimologia
O epíteto específico bohemica refere-se à Boémia (actualmente parte da República Checa), onde Krombholz recolheu originalmente a espécie. Ptychoverpa deriva do grego antigo ptyx (forma genitivo de ptychos), que significa 'dobra, camada' ou 'placa'.

## Descrição
O píleo do fungo (tecnicamente um apotécio) tem 2 a 4 cm de diâmetro por 2 a 5 cm de comprimento, com forma de sino ou cónica. Apresenta-se dobrado em cristas longitudinais que muitas vezes se fundem (anastomose) numa rede "venosa". O chapéu liga-se ao caule apenas no topo deste - pendurado no topo do estipe, com a orla lobada afastada do pé - e variando em cor do castanho-amarelado ao castanho-avermelhado; a face inferior do chapéu é pálida. O caule tem 6 a 12 cm de comprimento por 1 a 2,5 cm de espessura, é esbranquiçado, e afunila em direção ao topo de modo que o pé é mais grosso na base do que no topo. Embora o caule esteja inicialmente algo preenchido com hifas algodoadas, ele torna-se eventualmente oco ao atingir a maturidade; de forma global, o cogumelo é bastante frágil. A esporada é amarela e a polpa branca. A carne é branca; o sabor e o odor desta espécie têm sido descritos como "agradáveis".
Comparativamente com outras espécies típicas de cogumelos, os esporos de V. bohemica são enormes, medindo tipicamente 60 a 80 por 15 a 18 µm. São elipsoidais, lisos, por vezes curvos e parecem hialinos (translúcidos) a amarelados. Os esporos, que aparecem em número de dois (mais raramente três) por asco são característicos desta espécie. Os ascos lisos e elípticos medem 275–350 μm de comprimento por 16–23 μm de largura. O micologista britânico-canadiano Arthur Henry Reginald Buller determinou que os ascos são heliotrópicos, ou seja, inclinam-se na direcção da luz. Como ele observou: "Cortei secções transversais dos seus piloses, examinei essas secções ao microscópio e percebi imediatamente que em todas as fissuras e depressões himeniais os ascos estavam curvados para fora de tal forma que os seus opérculos deviam estar voltados para os raios de luz mais intensos a que as extremidades dos ascos estavam expostas nos locais onde os corpos de frutificação se desenvolviam." Esta resposta ao estímulo luminoso é significativa porque permite que um corpo fritífero aponte e depois descarregue os seus ascos em espaços abertos, aumentando assim as probabilidades de os esporos serem dispersos por ação do vento. As paráfises são grossas e em forma de clava, com diâmetros de 7–8 μm nas suas extremidades.

### Caraterísticas microscópicas
Em comparação com outras espécies típicas de cogumelos, os esporos de V. bohemica são enormes, medindo tipicamente 60–80 por 15–18 µm; são elípticos, lisos, por vezes curvos, e de aparência hialina a amarelada; os esporos não contêm gotículas de óleo. Os esporos "enormes", geralmente dois (mais raramente três) por asco, são caraterísticos desta espécie.

## Habitat e distribuição
Os indivíduos desta espécie crescem isolados ou dispersos no solo em bosques no início da primavera, frequentemente antes do surgimento dos Morchella, mas desenvolvendo-se durante a época de frutificação destes últimos. São frequentemente encontrados ao longo das margens de rios, próximo de choupos e salgueiros, muitas vezes enterrados em detritos vegetais. Um estudo dos quocientes isotópicos de carbono e nitrogénio sugere que Verpa bohemica é sapróbico, isto é, obtém os nutrientes a partir da matéria orgânica em decomposição. V. bohemica tem uma distribuição ampla por toda a América do Norte, e é também encontrado na Europa.
Um estudo sobre a distribuição, tempo de frutificação e habitats de populações de Verpa e Morchella feito no Iowa ao longo de dez anos, mostrou que as espécies de Verpa são as primeiras a frutificar na primavera, pouco depois das folhas das árvores decíduas começarem a formar-se. Morchella angusticeps frutifica a seguir, seguido de Morchella esculenta e por fim Morchella crassipes.

## Comestibilidade

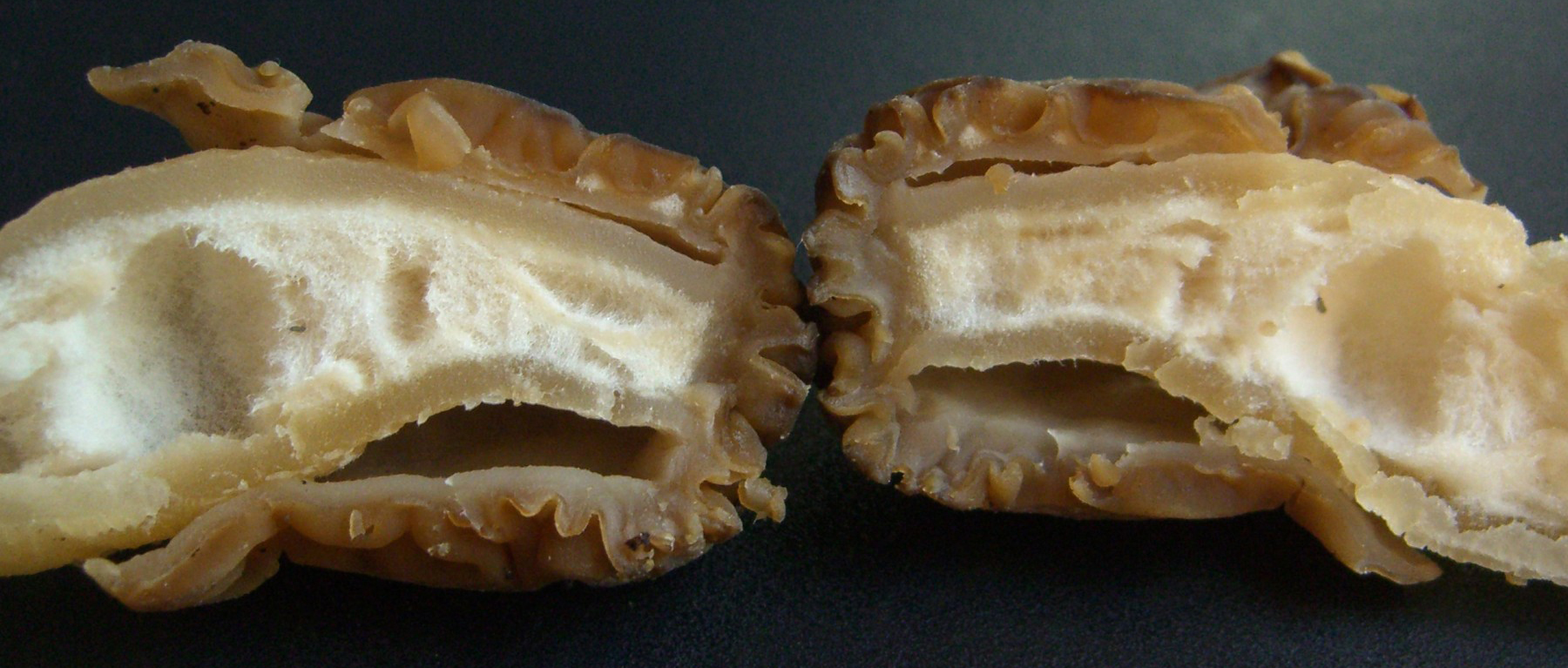
Secção transversal de V. bohemica

A comestibilidade desta espécie é questionável; embora Verpa bohemica seja comido por muitos, existem relatos de que a ingestão de grandes quantidades numa só refeição, ou em dias sucessivos, pode causar intoxicação em indivíduos suscetíveis. Os sintomas incluem transtorno gastrointestinal e falta de coordenação muscular, similares aos efeitos relatados por alguns indivíduos após o consumo de Gyromitra esculenta. Aqueles que realmente queiram consumir esta espécie são frequentemente aconselhados a escaldar os cogumelos em muita água (descartando-a), ou a secar os espécimes antes de os comer.

## Espécies semelhantes
Verpa conica, uma espécie estreitamente relacionada, apresenta tipicamente o chapéu liso, embora sejam conhecidos espécimes com chapéus enrugados. Outra espécie semelhante é Morchella semilibera, a qual tem um chapéu com aspecto de favo o qual está unido ao caule ao longo de cerca de metade do comprimento deste, com cristas que são mais escuras do que as covas. Adicionalmente, visto em corte transversal, o caule de um espécime de M. semilibera é oco, branco, enquanto o de V. bohemica tem geralmente feixes algodoados no interior. Verpa bohemica pode ser distinguido das espécies semelhantes de forma fiável pelos seus esporos de maior tamanho.